# Parque nacional Muránska Planina
El Parque nacional de Muránska planina (en eslovaco: Národný park Muránska planina) es uno de los más recientes parques nacionales del país europeo de Eslovaquia. Está situado en el centro de Eslovaquia, en los distritos de Brezno y Revúca, en la región de Banská Bystrica. Protege el área de Muránska planina (Meseta de Muran), que es geológicamente parte de la cordillera de Slovenské Rudohorie.
El parque nacional cubre una superficie total de 203,18 kilómetros cuadrados, y su zona de amortiguamiento cubre 216,98 kilómetros cuadrados. El núcleo del parque se compone de mesetas de piedra caliza y dolomita con formaciones cársticas.